# Туризм во Владикавказе

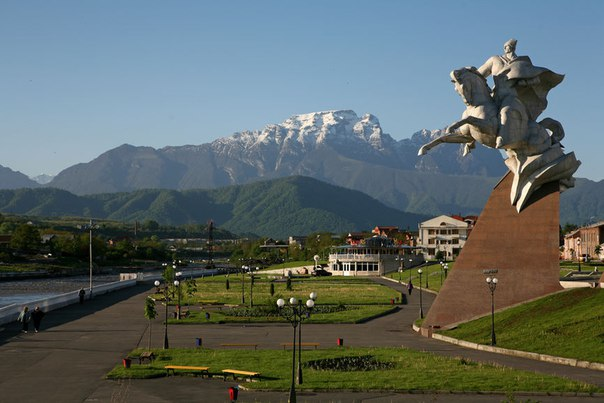
Крупный монумент герою Исса Плиеву, в центре города на левобережной прогулочной набережной

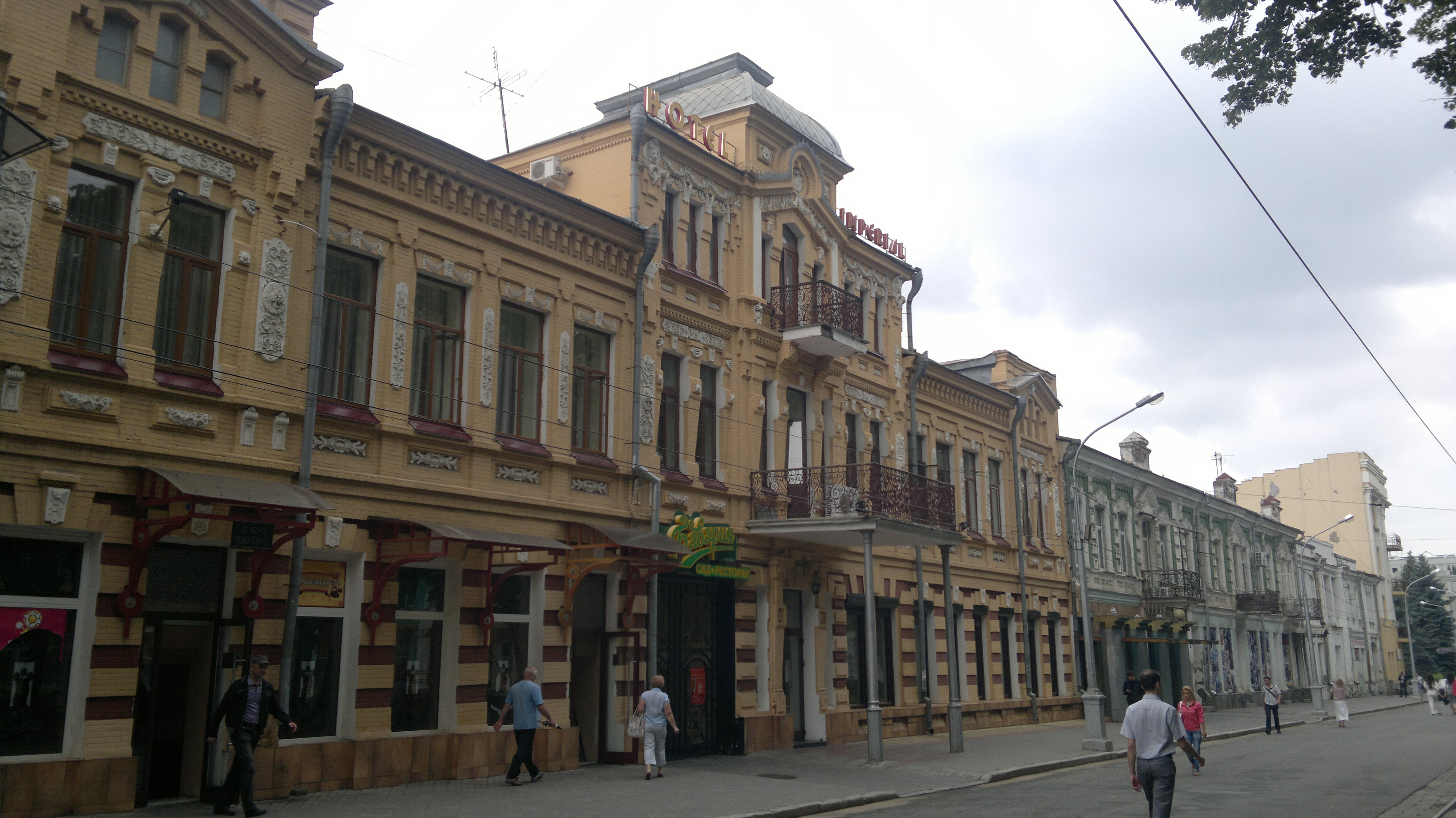
Пешеходная зона проспекта Мира

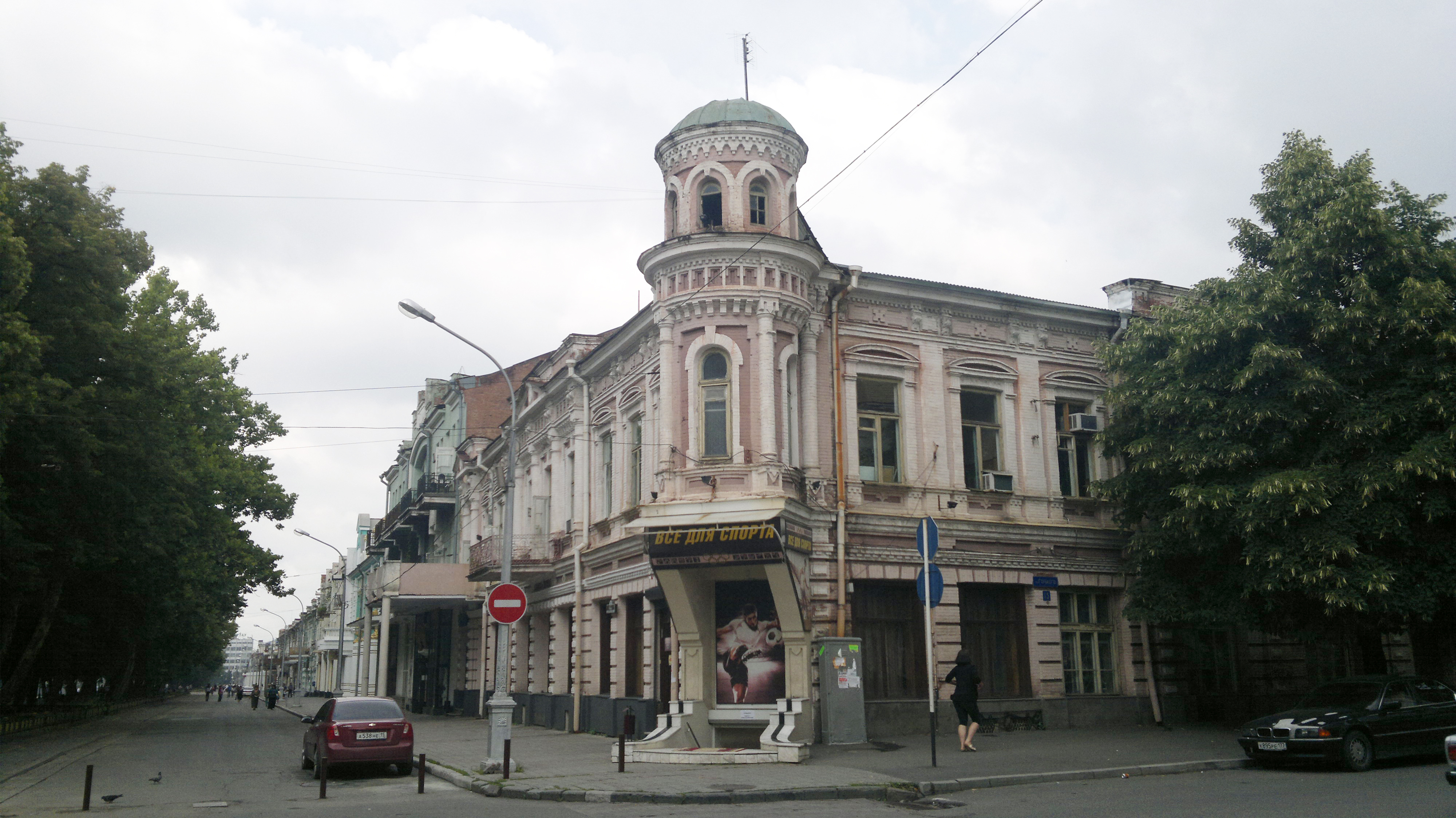

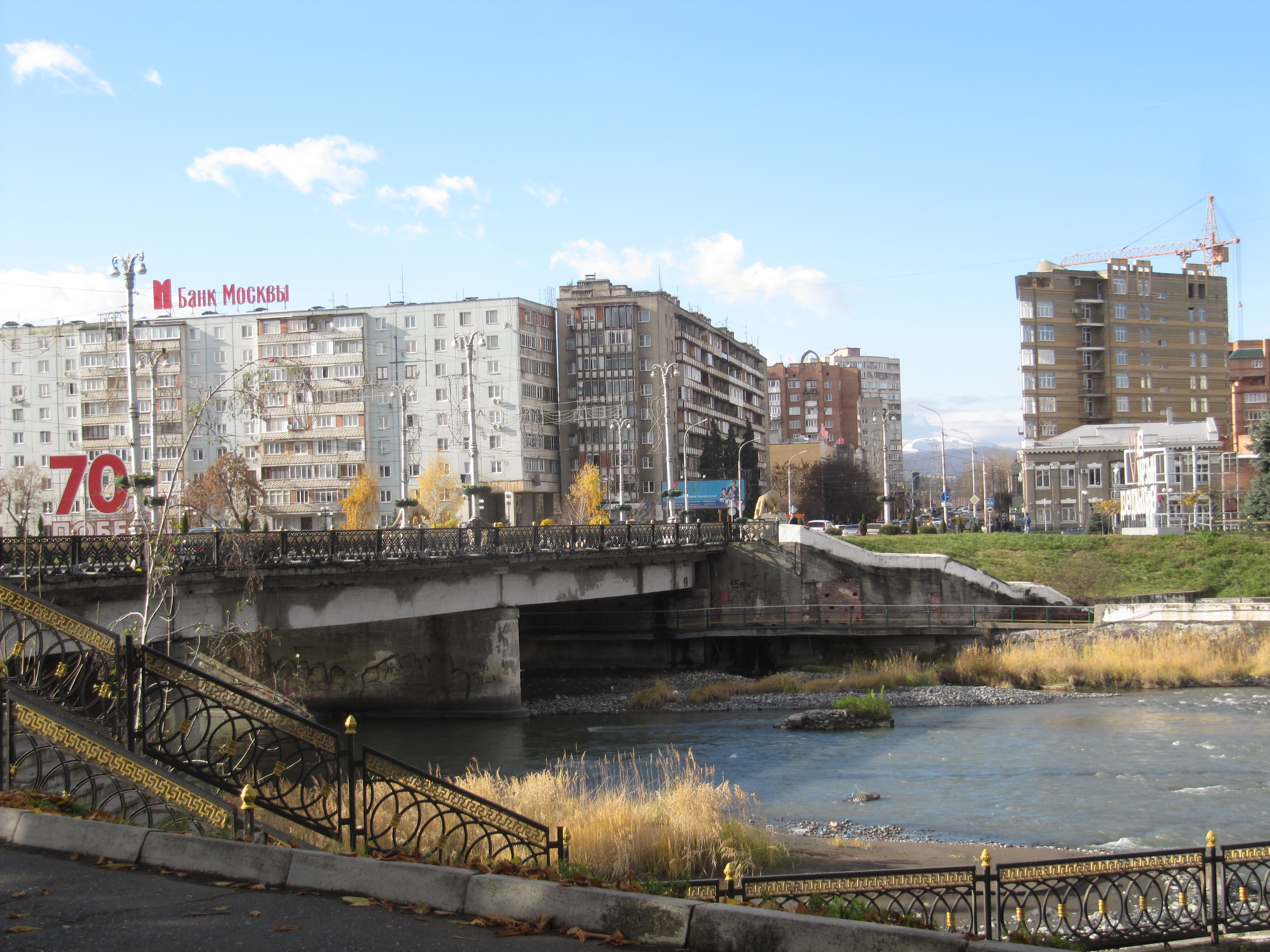
река Терек

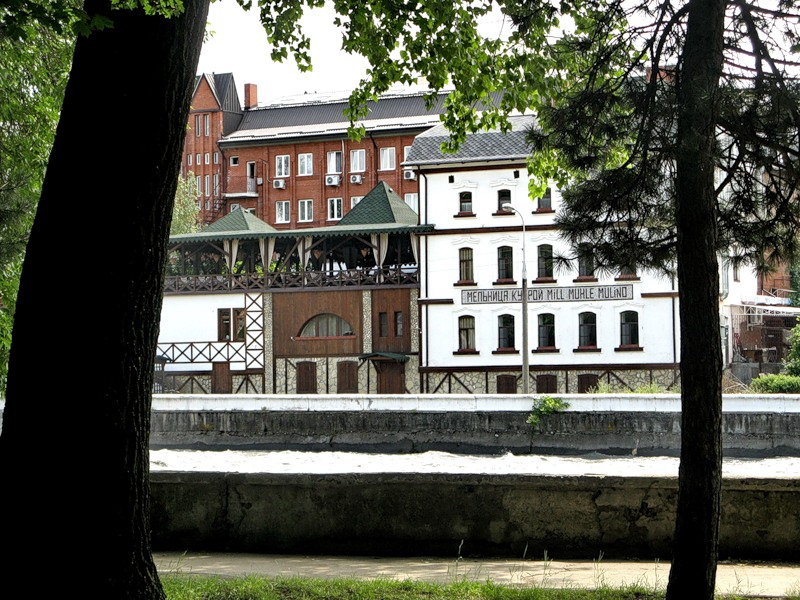
на Набережной реки Терек, в центре города (воссозданная немецкая архитектура)

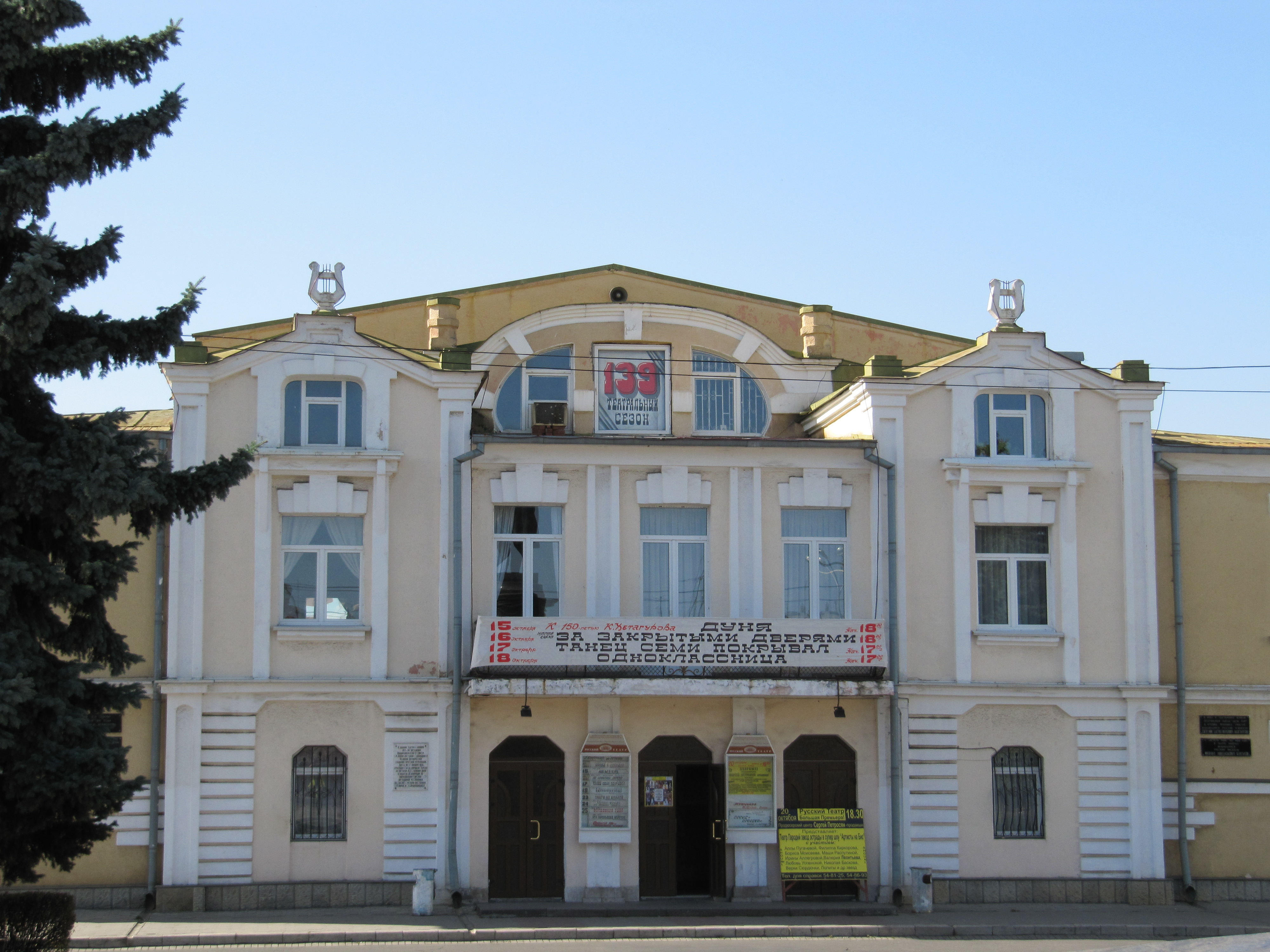
Русский гос.драм.академический театр им. Вахтангова, в центре города на проспекте Мира (старейший на Северном Кавказе)

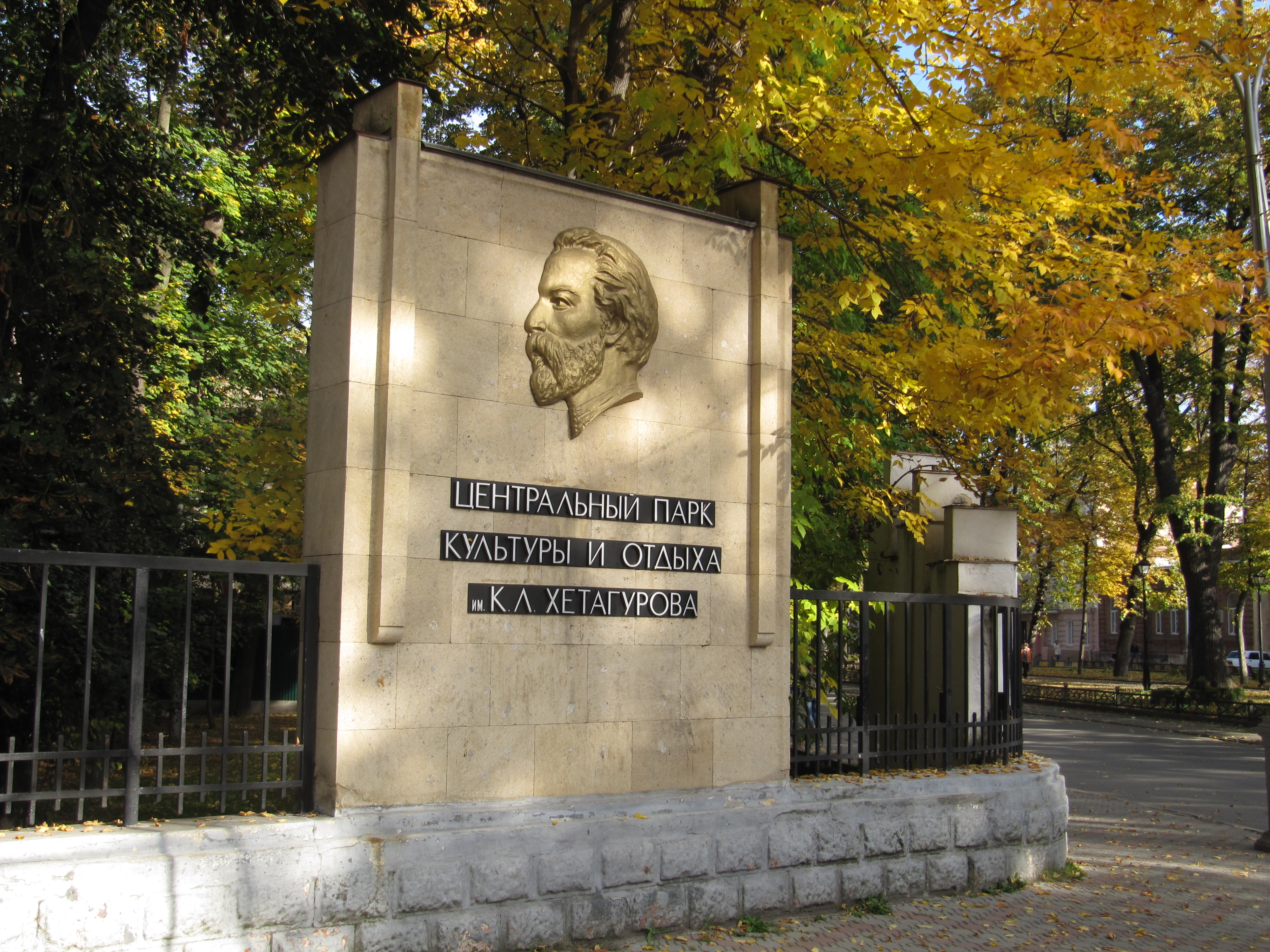
Парк Коста

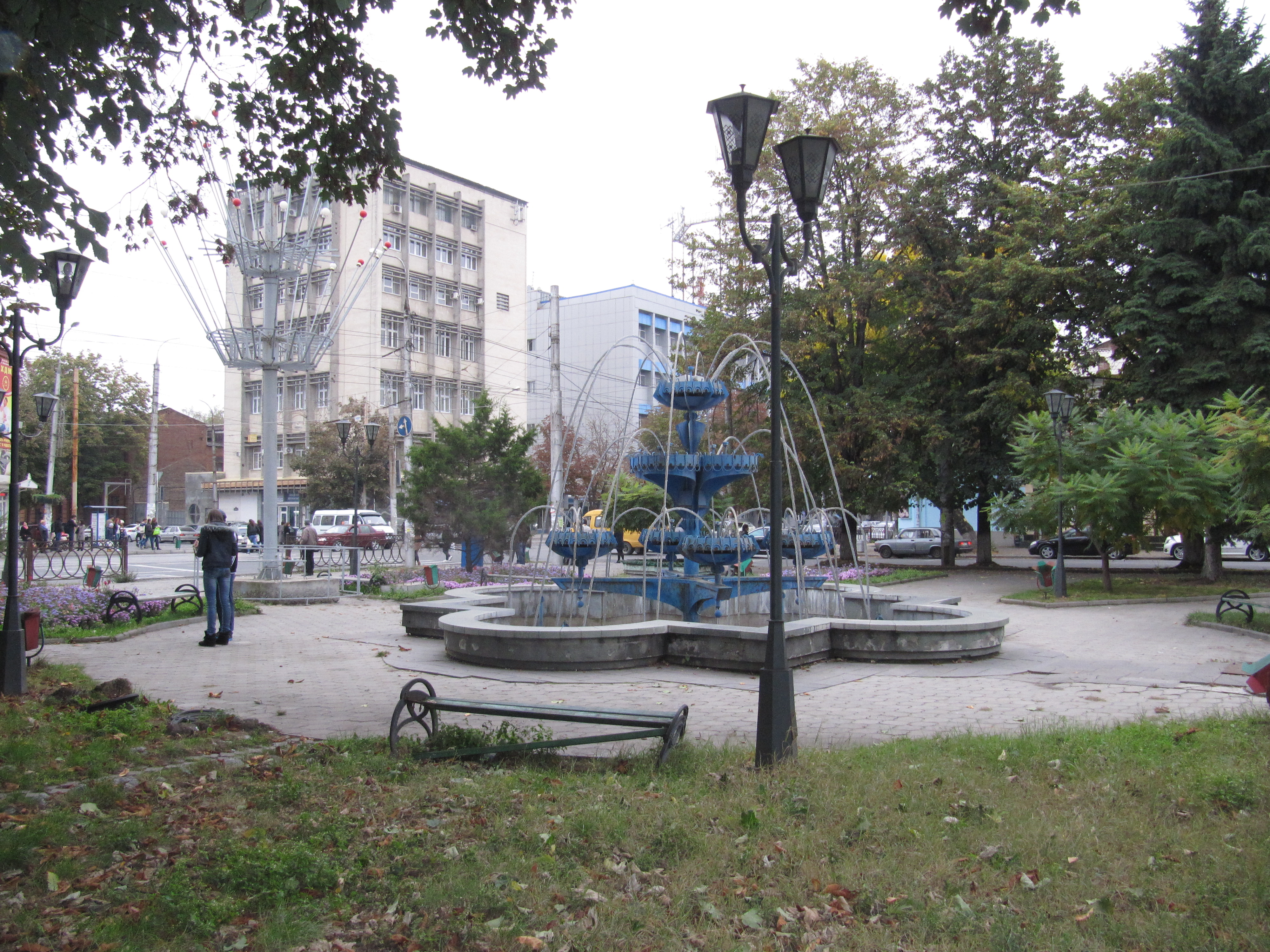
Фонтан

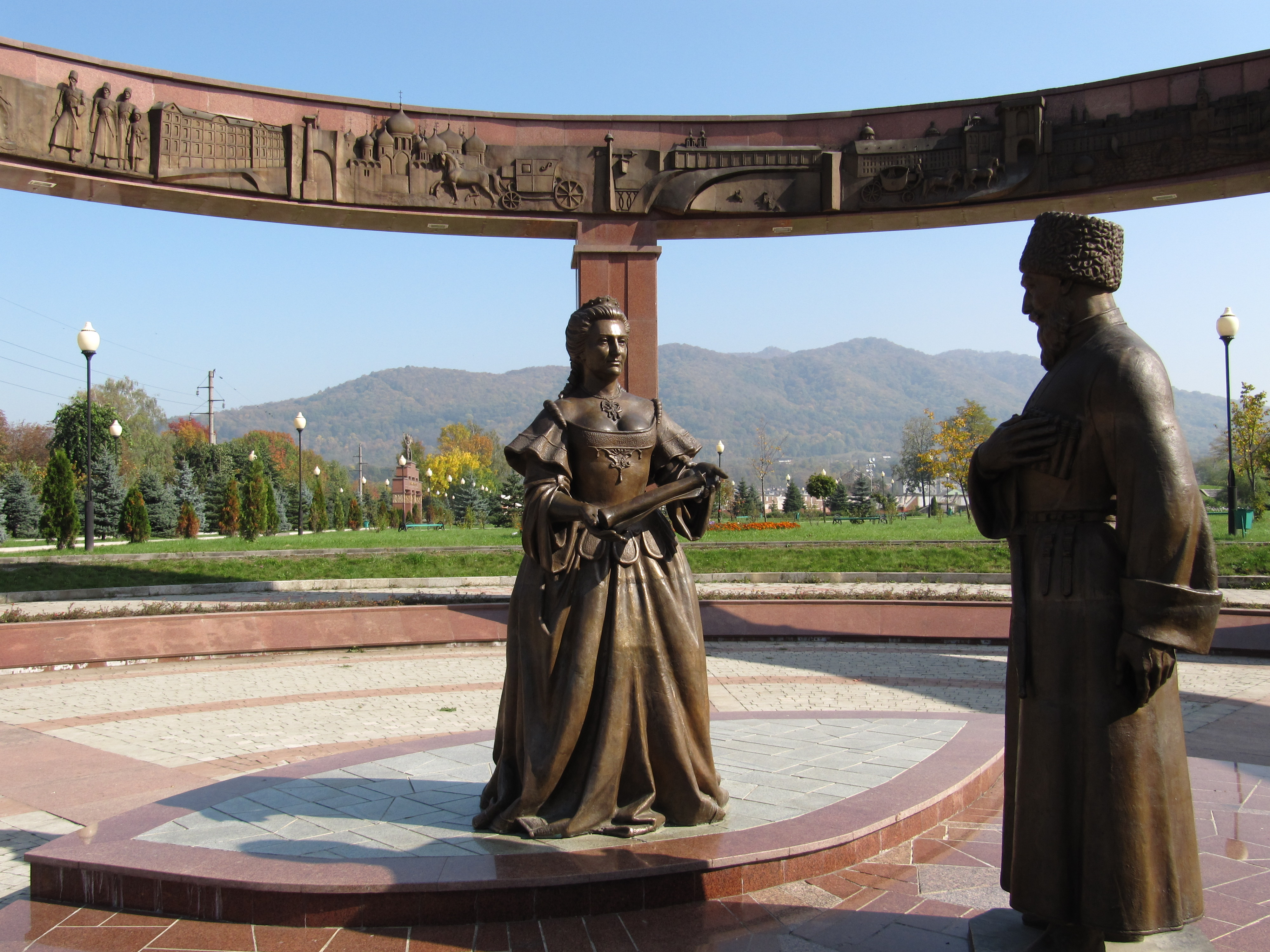

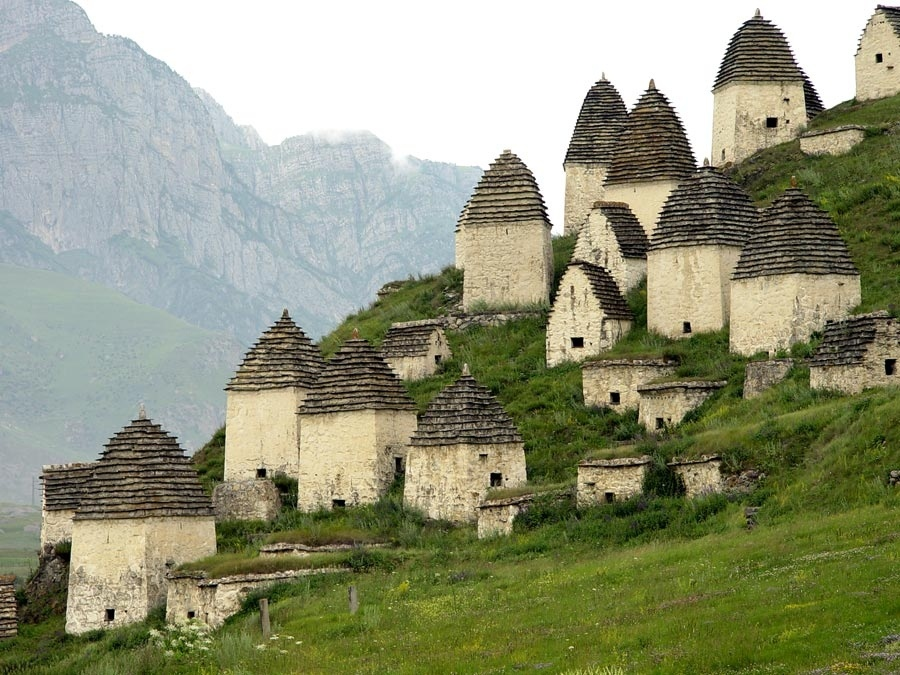
городок Мертвых в селении Даргавс пригород Владикавказа от города в 50 км, юго-западнее.

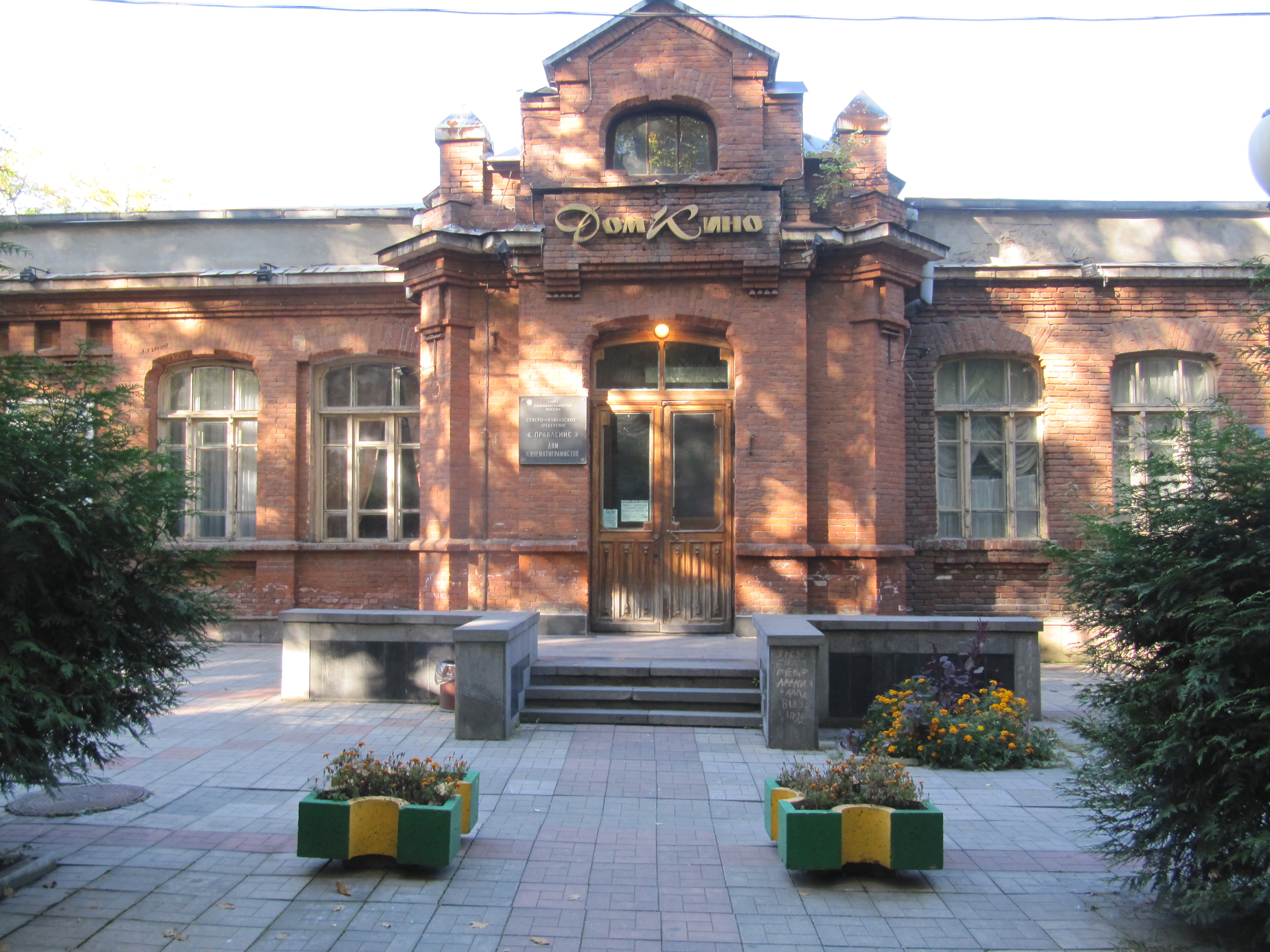
Дом кино во Владикавказе

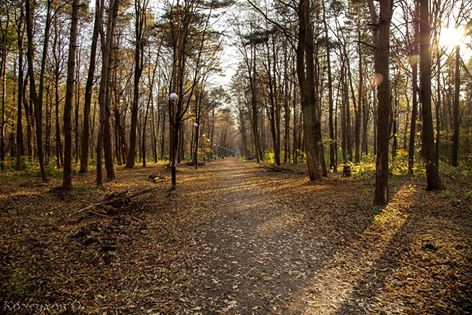
дендрарий

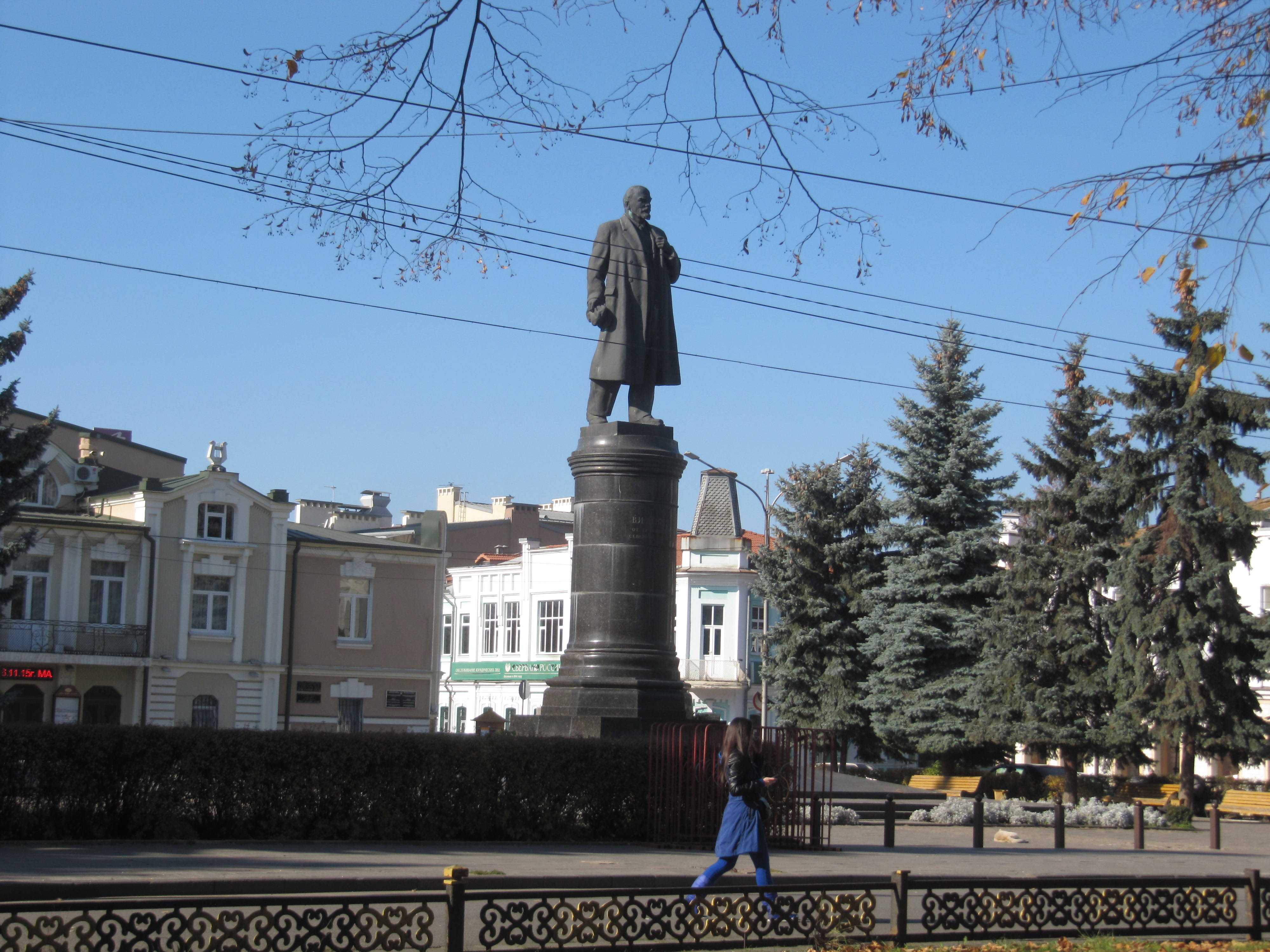
Памятник В.Ленину в центре города около Русского драм.театра

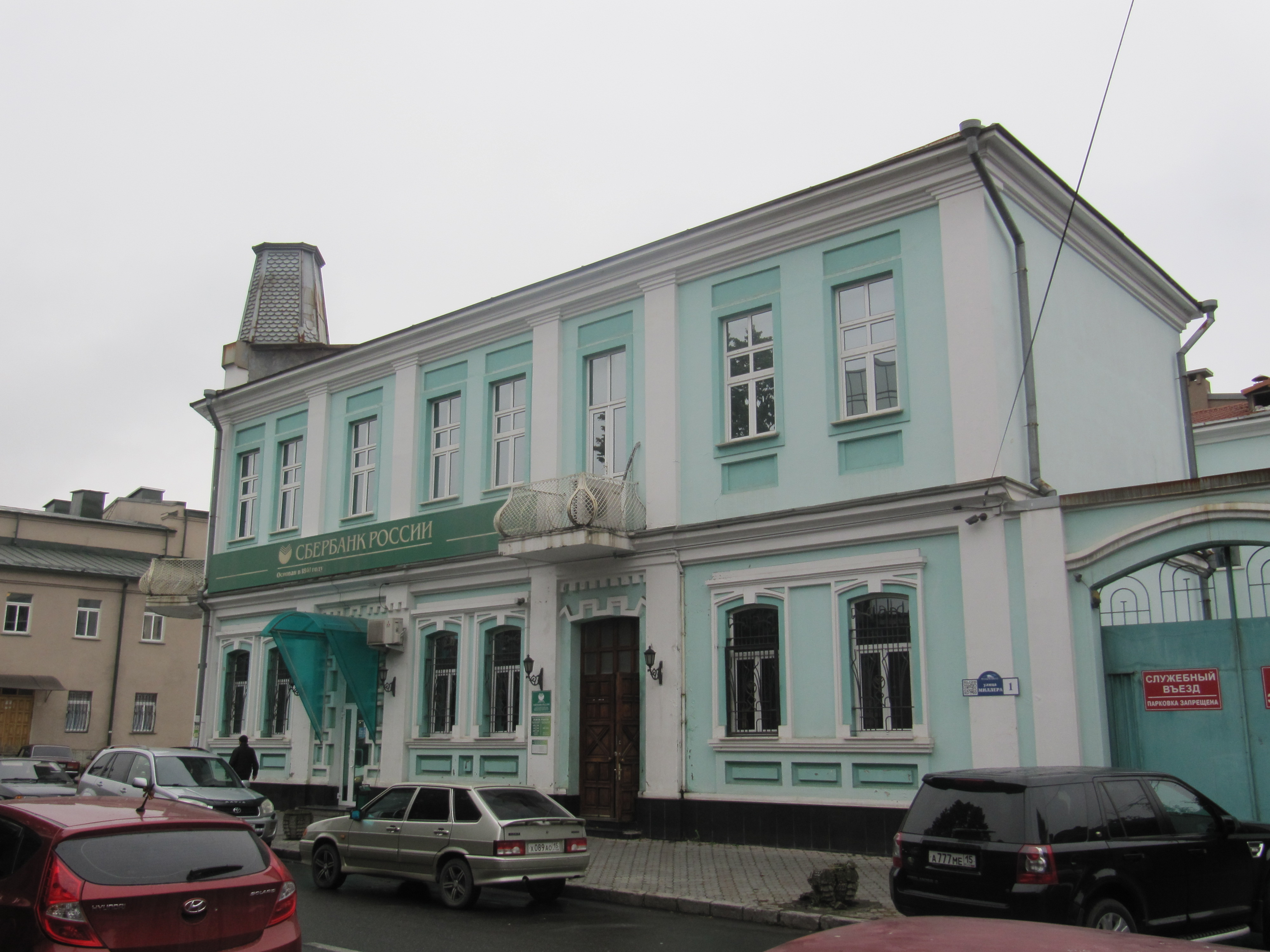
Здание сбербанка в центре города, памятник архитектуры

Туризм в городе Владикавказ (Северная Осетия, Россия)  привлекает гостей сохранившимися памятниками осетинской, русской и советской архитектуры (часть из которых включена в реестр культурного наследия России федерального значения), также развивающейся современной развлекательной инфраструктурой. 

## Достопримечательности и места развлечений
- Проспект Мира (на проспекте прогулочная пешеходная зона с бульваром, и трамвайные линии) — объект культурного наследия России федерального значения[1]. Бульвар на проспекте является памятником природы Северной Осетии[2].
- Владикавказский трамвай (старейший в  России),
- Улица Кирова,
- Улица Ленина,
- Площадь Штыба,
- Район угла Генерала Плиева, и проспекта Коста, на берег  реки, у памятника Плиева (урбанизированный район с многоэтажными современными зданиями, бутиками, ресторанами, с видами на старый город),
- Филармония (бывшее немецкая кирха до 1930 г.)
- Центральный парк культуры и отдыха им. К. Л. Хетагурова — объект культурного наследия России федерального значения и памятник природы Северной Осетии; при парке с июля 2021 года восстановленна Лодочная станция,
- Знаменитая набережная города (70-80 % городской набережной по оба берега прогулочные зоны ресторанами, памятниками, с красивыми,видами на достопримечательности города,
- Детский парк им. Жуковского — памятник природы Северной Осетии,
- Комсомольский парк — памятник природы Северной Осетии,
- Лесопарк «Металлург»,
- «Парк Фонтанов» (район к/т "Терек"),
- Мемориальный парк Победы,
- Мемориальный сквер воинам-афганцам,
- Олимпийский парк (Владикавказ, на территории бывшего рынка Фаллой),
- Мемориальный сквер  в память о политических репрессиях,
- Тематический фольклорный сквер вокруг Северо-Осетинского государственного академического театра им. В. В. Тхапсаева,
- Троекур «Нæртон»,
- Владикавказский дендрарий[3],
- Владикавказский Ледовый дворец,
- Стадион «Спартак-Алания»',
- Дворец спорта «Манеж»,
- Водная станция № 1, у мемориала,
- Водная станция 2 (район Китайской площади),
- Площадь Революции (ранее площадь «Китайская»[4]) — архитектурный комплекс площади является памятником культурного наследия России федерального значения,
- малая водная станция № 2,
- Мемориал Славы,
- Зоопарк,
- Детские аквапарки
- Аллея славы,
- Детская железная дорога (Малая Северо-Кавказская железная дорога имени В. В. Терешковой),

### Театры
Во Владикавказе функционируют 10 театров, среди них:
- Cеверо-Осетинский государственный академический театр имени В. В. Тхапсаева,
- Республиканский государственный академический русский театр имени Е. Б. Вахтангова (старейший театр в Республике и на Северном Кавказе),
- Северо-Осетинский государственный театр оперы и балета,
- Северо-Осетинская государственная филармония,
- Северо-Осетинский государственный дигорский театр (в здании театра оперы и балета),
- уникальный государственный конный драматический театр «Нарты»,
- Государственный театр юного зрителя «Саби» (в старинном здании 19 века),
- Государственный молодёжный юмористический осетиноязычный театр «Амыран»,
- Государственный КВН.

- - Дом моды.

Пригородные курортные зоны
Курортные зоны, для летнего горного отдыха в ближайших пригородах города в посёлках 1-й Редант, 2-й Редант, посёлок Дачный, село Балта, вдоль всей южной окраины имеются различные элитные рестораны разных видов кухонь, прокаты Велосипедов.

## Музеи
- Головное здание национального музея Республики Северная Осетия — Алания,
- Национальный музей Республики Северная Осетия-Алания,

Некоторые филиалы расположены во Владикавказе:
- Музей современной истории и культуры Северной Осетии,
- Музей истории города Владикавказа,
- Мемориальный музей-квартира С. М. Кирова,
- Дом-музей генерала И. А. Плиева,
- Дом-музей К. Л. Хетагурова,
- Музей-квартира М. А. Булгакова,
- Музей осетинской литературы им. К. Л. Хетагурова,
- Северо-Осетинский государственный художественный музей им. М. С. Туганова,
- Северо-Осетинский театральный музей им. В. В. Тхапсаева,
- Музей истории детского движения Северной Осетии (при дворце творчества детей и юношества),
- Музей этнологии, отдел природы,
- Музей почтовой связи,
- Музей древностей Алании (при СОГУ),
- Музей агрессии США против стран мира.

## Паломнический туризм
- Во Владикавказе, и в целом и по республике активно с 2000-х годов начал развиваться и становится популярным паломнический туризм, то есть целенаправленное посещение мест, связанных с той или иной религией. Чаще всего в качестве цели паломничества выступает поклонение святыням (мощам, иконам) и посещение мест подвижничества православных святых. Соответственно, главными центрами такого туризма являются крупные известные монастыри: Свято-Успенский Аланский мужской монастырь, Аланский женский монастырь, Свято-Георгиевский женский монастырь в Кобане, монастыри и многие другие. Православное паломничество — вид туризма, обладающий в России и во Владикавказе собственной инфраструктурой (проживание и питание для паломников часто организовано при монастырях, существуют специализирующиеся на таких поездках туристические организации).

Помимо православного, можно отметить развивающееся около-исламское и религиозное паломничество во Владикавказе.
Также паломничество, связанное с осетинскими старинными народными святилищами (около язычество). До сих пор многие народы Владикавказа сохранили свои традиционные верования, в которых особо значимыми могут быть рощи, горы, поля, реки, определённые территории, отдельные камни и деревья — и к ним приходят люди с целью поклонения. Конечно, у большинства посетителей интерес скорее этнографический и краеведческий.
Некоторые культовые места
- Кафедральный Собор святого Георгия
- Церковь Рождества Богородицы в народе «осетинская» (старейшее здание в городе, на горе)
- Ильинская церковь (Владикавказ) (старинная всегда действующая церковь в городе в 20 веке, намоленная)
- Часовня святыне местночтимой блаженной Анастасии Владикавказской на территории Ильинской церкви
- Покровская церковь
- Церковь Святого Иоанна Воина (новая)
- Святое место на территории бывшего монастыря 19-20 века около поселка Попов Хутор
- Старинная церковь святой Нины (грузинская)
- Часовня Святого Георгия в Балте (грузинская)
  - Армянская церковь
  - Суннитская мечеть Мухтарова
  - Католическая церковь польская
  - Древне-осетинское святилище «Хуыцауы Дзуар»,
- Древне-осетинское святилище «Мады-Майрæм»,
- Планетарий (Шиитская азербайджанская бывшая мечеть), (с 1992 года здание было закрыто, с 2020 восстановлен,
- Северо-Осетинская гос.филармония (бывшая немецкая кирха, церковь
  - Владикавказская синагога (частично действующая)
- Еврейское кладбище (Владикавказ).

## Отели и гостиницы
В городе довольно много различных отелей и гостиниц, хостелов, всего около 20 гостиниц, хостелов.
Отели и гостиницы: 
Гостиница «Империал» (Владикавказ), Гостиница «Владикавказ», гранд отель «Александровский», «Планета Люкс», и др.